# Liste der Monuments historiques in Fouilloy (Oise)
Die Liste der Monuments historiques in Fouilloy (Oise) führt die Monuments historiques in der französischen Gemeinde Fouilloy auf.

## Liste der Objekte
| Bezeichnung | Beschreibung               | Standort                                        | Kennzeichnung | Schutzstatus | Datum | Bild           |
| ----------- | -------------------------- | ----------------------------------------------- | ------------- | ------------ | ----- | -------------- |
| Taufbecken  | Kalkstein, 12. Jahrhundert | in der Kirche Notre-Dame-de-l’Assomption (Lage) | PM60000821    | Classé       | 1913  | weitere Bilder |